# Team Bielsko-Biała
Team Bielsko-Biała – polski klub futsalowy z Bielska-Białej. Od sezonu 1994/1995 do 1995/1996 i od sezonu 1997/1998 do 1998/1999 występował w I lidze. Klub występował także pod nazwą Centrum Bielsko-Biała. W pierwszym sezonie drużyna zajęła szóste miejsce w ekstraklasie.